# 阿巴沙

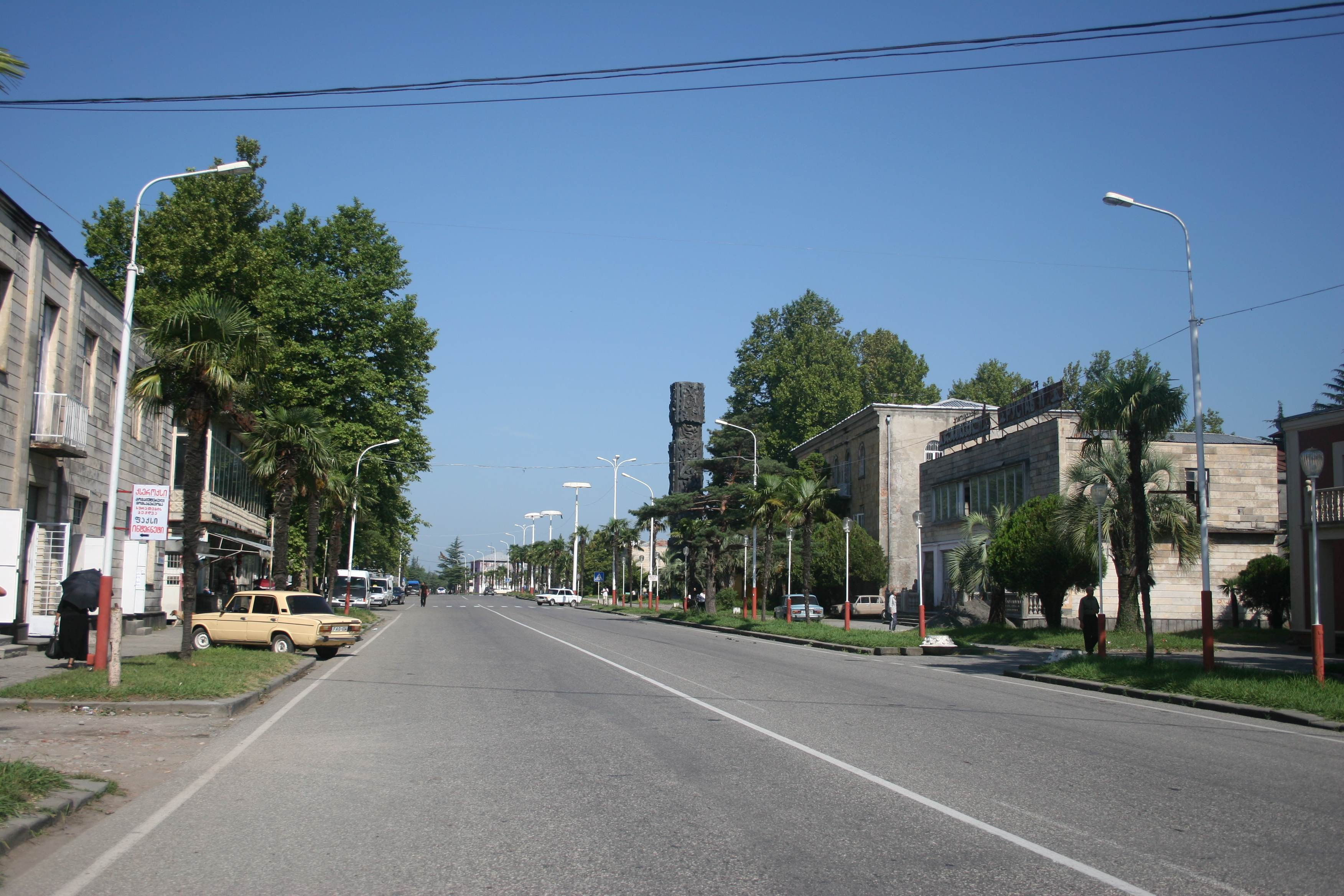
阿巴沙

阿巴沙是格魯吉亞西部萨梅格雷洛-上斯瓦内蒂大区阿巴沙市鎮的城鎮及其行政中心。距離首都第比利斯283公里，海拔高度23米，2014年人口4,941。

## 外部連結
- Administration of Abasha